# Jeux d'Asie du Sud-Est de 1997
Navigation
Édition précédente Édition suivante
La 19e édition des Jeux d'Asie du Sud-Est s'est tenue du 11 au 19 octobre 1997 à Jakarta. C'est la troisième fois que la capitale indonésienne accueille cet événement.

## Pays participants
Comme en 1995, la compétition a réuni des athlètes provenant des dix pays d'Asie du Sud-Est.
L'Indonésie, pays hôte, termine largement en tête du tableau des médailles. Si toutes les nations remportent au moins une médaille, Brunei, le Cambodge et le Laos ne remportent aucune épreuve.
| Rang | Nation      | Or  | Argent | Bronze | Total |
| ---- | ----------- | --- | ------ | ------ | ----- |
| 1    | Indonésie   | 194 | 101    | 115    | 410   |
| 2    | Thaïlande   | 83  | 97     | 78     | 258   |
| 3    | Malaisie    | 55  | 68     | 75     | 198   |
| 4    | Philippines | 43  | 57     | 109    | 209   |
| 5    | Viêt Nam    | 35  | 48     | 50     | 133   |
| 6    | Singapour   | 30  | 26     | 50     | 106   |
| 7    | Birmanie    | 8   | 34     | 44     | 86    |
| 8    | Brunei      | 0   | 2      | 8      | 10    |
| 9    | Laos        | 0   | 0      | 7      | 7     |
| 10   | Cambodge    | 0   | 0      | 6      | 6     |

## Sports représentés
34 sports sont représentés, soit six de plus qu'en 1995. L'équitation et le rugby à XV sont retirés du programme. Le bateau-dragon, le canoë-kayak, le culturisme, le karaté, la lutte, le ski nautique, le softball et le wushu  font leur retour.
- Athlétisme
- Aviron
- Badminton
- Basket-ball
- Bateau-dragon
- Billard
- Bowling
- Boxe
- Canoë-kayak
- Culturisme
- Cyclisme
- Escrime
- Football
- Golf
- Gymnastique
- Haltérophilie
- Hockey sur gazon
- Judo
- Karaté
- Lutte
- Natation
- Pencak silat
- Sepak takraw
- Ski nautique
- Squash
- Softball
- Taekwondo
- Tennis
- Tennis de table
- Tir
- Tir à l'arc
- Voile
- Volley-ball
- Wushu